# قائمة الاختراعات والاكتشافات الأذربيجانية
الاختراعات والاكتشافات الأذربيجانية هي اختراعات واكتشافات ظهرت على يد العلماء والباحثين الأذربيجانيين, محليًا وأثناء العمل في معاهد البحوث في الخارج.

## العلوم

### الرياضيات
اكتشاف المنطق الضبابي على أساس نظرية المجموعة الضبابية بواسطة لطفي زادة.

## الدفاع
استيجلال - بندقية قنص نصف آلية تعمل بالارتداد ومضادة للمواد.
يالغوزاج - بندقية قنص يدوية ذات مسامير ملولبة تطلق طلقة الناتو 7.62 × 51 ملم التي تستخدمها القوات البرية الأذربيجانية.

## الحضارة
مقام أذربيجاني - تأليف موسيقي شعبي من أذربيجان.

## الطعام
شيشبرك نوع من الدامبلنغ محشوة باللحم المفروم والتوابل.
شاكربورة حلوى أذربيجانية.

## أنظر أيضا
أذربيجان
ثقافة أذربيجان